# ゼロイチファミリアは褒められたい
『ゼロイチファミリアは褒められたい』（ゼロイチファミリアはほめられたい）は、毎日放送で放送されていたバラエティ番組。
2021年10月29日（10月28日深夜）に放送開始。以降、毎月第4金曜（木曜深夜）に放送されていた。2024年4月より火曜深夜に変更された。

## 概要
令和の美女軍団と呼ばれ、SNSや雑誌メディアを中心に活躍する芸能事務所「ゼロイチファミリア」の面々は、まだまだバラエティ番組への出演経験が少ない。芸能キャリアも浅い同事務所のメンバーが様々な企画に挑戦し、その成長過程を見守るバラエティ番組である。
2021年10月に開設した事務所公式YouTubeチャンネル「ゼロイチTV（仮）」と連動しており、ここで披露した挑戦した様々な企画動画を、MCを務めるさらば青春の光・森田哲矢に「褒めて欲しい！」と観てもらい、毎月賛否の批評やそれに対するリアクション、奮闘を届ける。森田はゼロイチファミリアの課長という設定で出演しており、「急にキャバクラの雇われ店長になった感じ」と感想を述べている。
番組では毎回、「褒めたいひと」と「アカンかった人」が選出される。前者は、公式Youtubeチャンネル名の（仮）の部分の副題が、次回放送までちなんだものに変えられる。後者は、次週収録までのロケ収録などの宿題が課される。
2022年12月23日（12月22日深夜）には、番組初の1時間特番が放送された。2024年9月17日の放送を最後に終了。「最終回」などの告知もなく、唐突な終了となった。

## 出演者

### 課長
- 森田哲矢（※事実上のメインMC）

### ゼロイチファミリア
- 桃月なしこ（MC）(13、17、23、24、29、30は欠席)
- アンジェラ芽衣（レギュラー）(2-)13はMC代行、17、23、24、27、34は欠席
- 林ゆめ（レギュラー）(1-)17、25、27、34は欠席、23、24、29はMC代行
- 十味(1、5、7、12、15、16、18-20、27、28、33)
- 青山ひかる(1-3、5、14-16、30)
- 河原まゆ(1、14)
- 花咲れあ(1、2、5、6、9-16)
- 由良ゆら(1、2、6、10、15、16、23、24)
- 真島なおみ(2、5、6、10、11、14-16、18、20-22、25-32)[注 1]
- 霜月めあ(2、22)
- 黒木ひかり(4、6-9、31)
- 御寺ゆき(4)
- 森香穂(3、4)
- 川瀬もえ(4、29、30)[注 2]
- 藤川らるむ(3、4、8)
- まるぴ(5、9、11、15、16、26、32)
- 奥ゆい(7)
- 新谷姫加(8、14-16、22)
- 姫野ひなの(13、15、16、19、20、23、24、27、28、33-)
- 森嶋あんり(13)
- 天羽希純(13、15、16、19、27、28、32、33)
- 八伏紗世(13)
- 吉沢朱音(15-17)
- 池田メルダ(15-17)
- ＃ババババンビ(17、34)[注 3][注 4]
- 横野すみれ(21、25、26、29、30)
- 貝賀琴莉(23、24、33)
- #よーよーよー(23、24)[注 5]
- #Mooove!(23、24、34)[注 6][注 7]
- 竹内星菜(25、29、30)
- 石原さき(23、24、28、34)

## スタッフ
- ナレーション：松本麻衣子
- 構成：武輪真人、橋本洋介、紀平大智
- TD：中村敦
- カメラ：小松裕太、岩崎圭介、藤田絢士
- 音声：岩田彩
- 編集：佐藤雅哉、村井充、加藤丈晴
- タイトル：宮本由紀子、片山あゆ、山田富子
- MA/SE：磯部光
- 編成：赤岩海
- PR：上村真太朗、難波宏太
- HP：青木良、佐藤初那
- 協力：放送映画、MBS企画、リヒト、atelier、MABU、タイムリー、JULLY、ミタケイショウ、ルプル
- AP：渡久地咲世、早川陽菜紀
- AD：渡邉夕貴、畦坪凌
- ディレクター：山崎凱斗、内山真一、ヤマゲン
- 総合演出：小林陽平
- プロデューサー：赤澤友基、ひらいなおと、蔭岡翔、福井彩音
- 制作協力：ゼロイチファミリア、ダイズ
- 製作著作：MBS

### 過去のスタッフ
- ナレーション：清水麻椰
- CAM：中村昇一郎
- MA＆SE：山本大輔
- 協力：VIC、イノセント、戯音工房
- アシスタントディレクター：増谷直之、堀之内結
- ディレクター：真嶋真央、おでん
- アシスタントプロデューサー：吉田寛
- プロデューサー：平岩憲和、平岡大希
- 演出：中村俊之
- YouTube版字幕制作：クロボ
- 制作協力：daInaRI